# Drag show

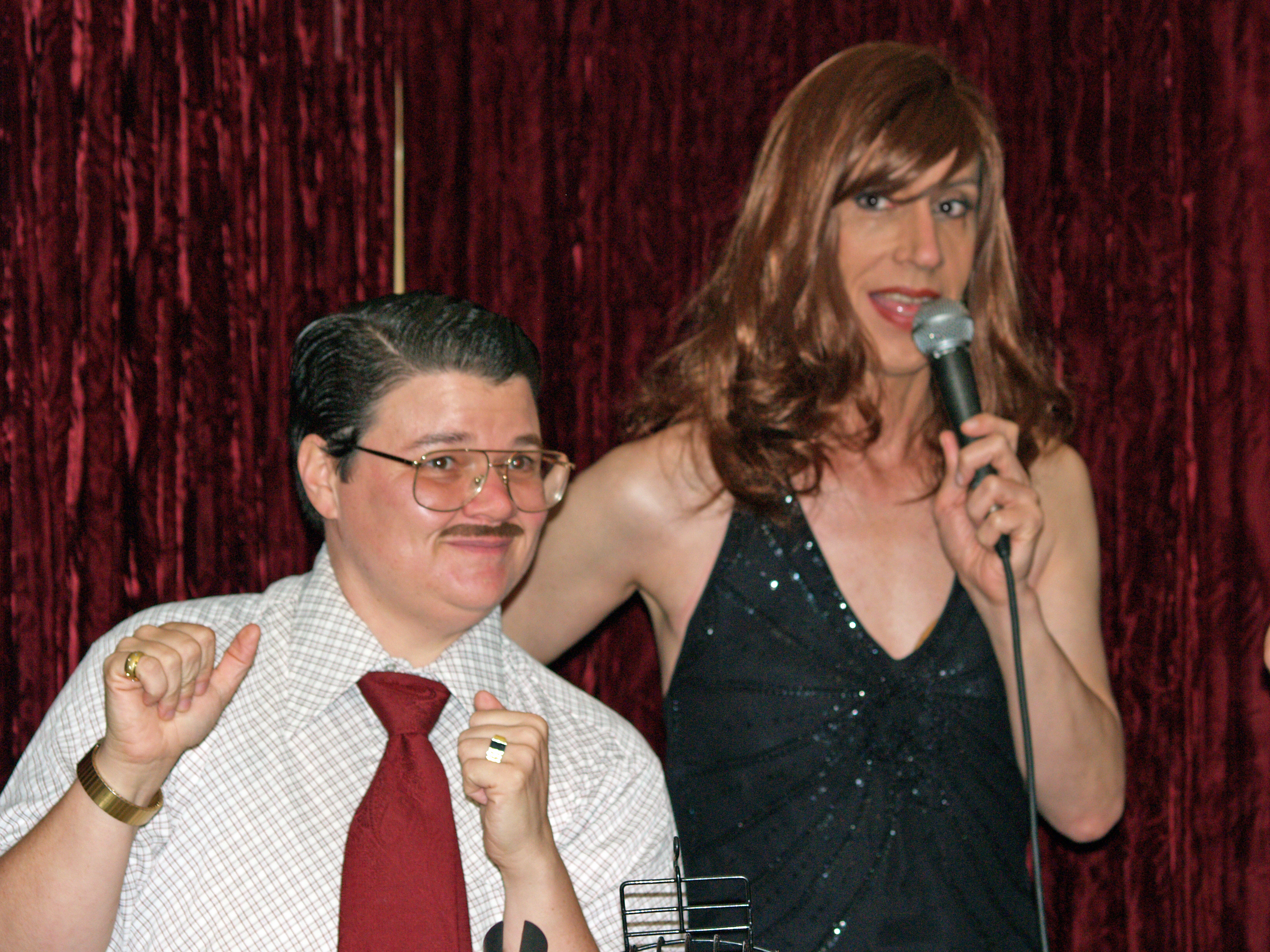
Le drag king Murray Hill et la drag queen Linda Simpson.

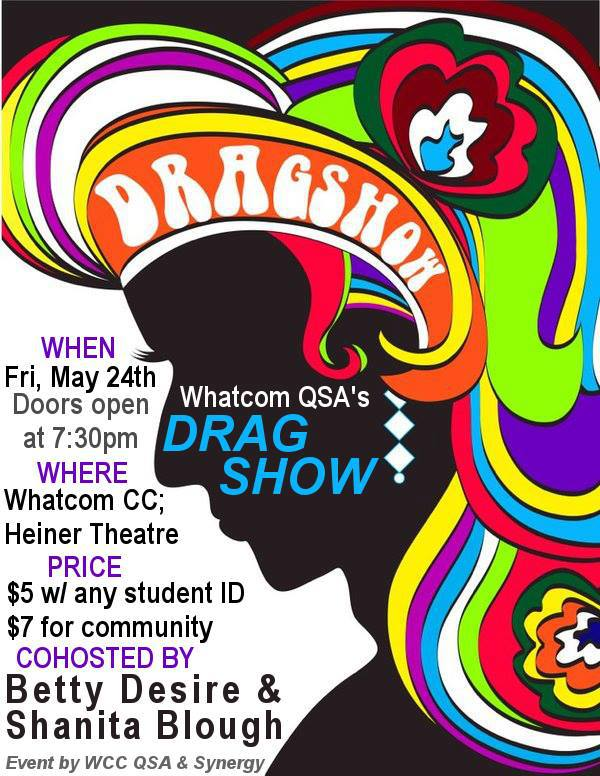
Affiche de drag show du Whatcom Community College.

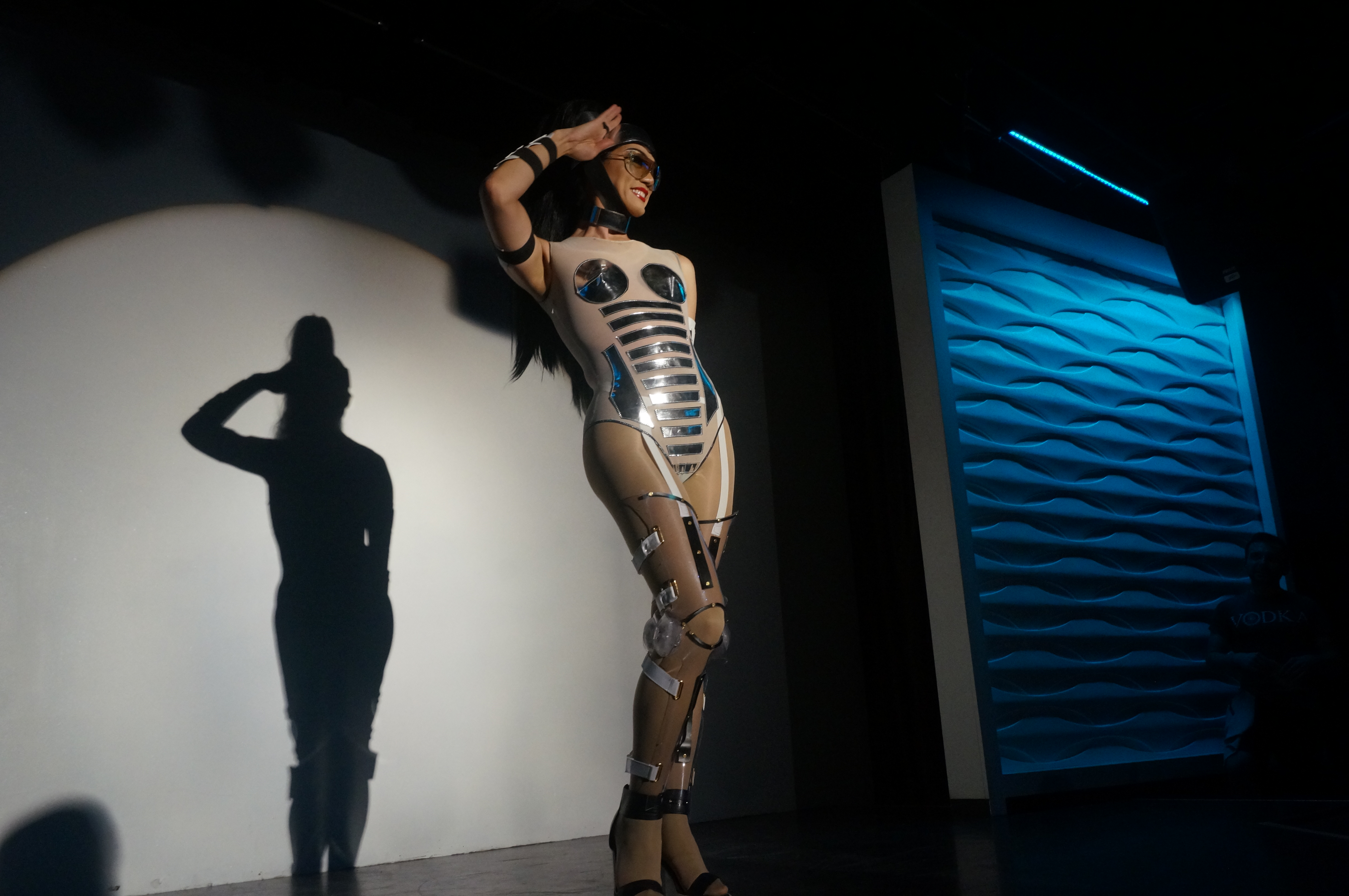
Manila Luzon sur scène au Nashville Queens lors du Cure Drag Show.

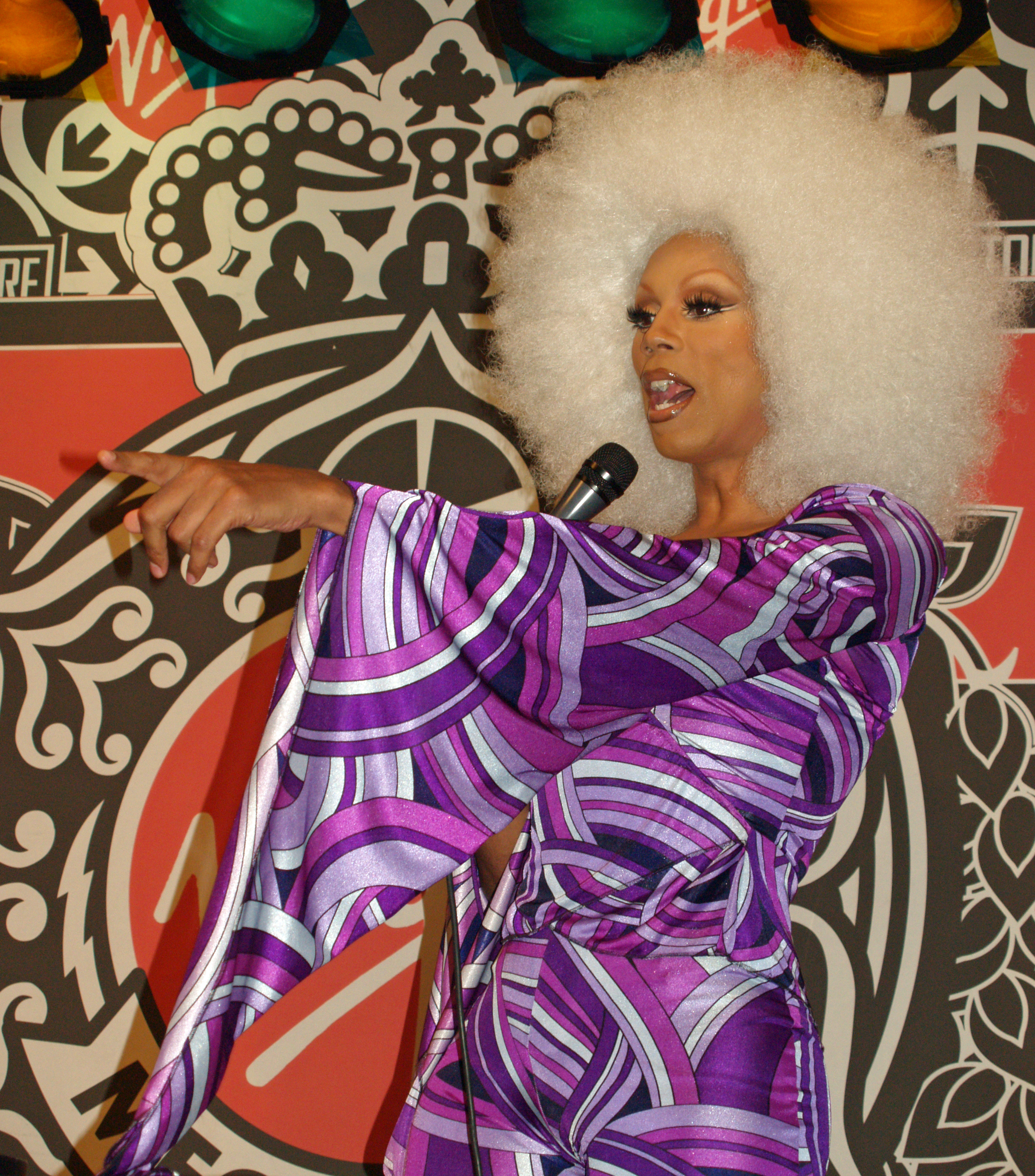
RuPaul par David Shankbone.

Un drag show est un spectacle de divertissement effectué par des artistes drag, appelés drag king ou drag queen.
De nombreux spectacles de drag mettent en scène des artistes chantant ou doublant (lip synching) des chansons tout en effectuant une pantomine ou une danse préparée à l'avance. Les interprètes portent souvent des costumes ou un maquillage élaboré, et s'habillent parfois de façon à imiter diverses personnalités de la chanson ou du show bizz de genre opposé. Certaines performances sont centrées autour de la thématique drag, comme Southern Decadence où la majorité des festivités sont dirigées par les Grand Marshals, qui sont traditionnellement des drag queens.

## Historique
Historiquement, la pratique du drag peut se rattacher aux États-Unis à celle des minstral shows, qui sont des spectacles de travestissements burlesques d'essence raciste et sexiste, exagérant les traits de caractère des personnes africaines américaines notamment. Des hommes dans ces spectacles pratiquent le cross dressing pour parodier des rôles sexués, alors qu'en parallèle le travestissement est prohibé dans la vie quotidienne pour empêcher notamment les femmes de s'enrôler dans l'armée, de remettre en cause la division des genres établis par la religion et limiter les pratiques dites de sodomie. Jonathan Katz dans son livre Gay American History donne la description d'une pratique de drag d'hommes africains américains lors d'une convention annuelle appelée drag dance, dénoncée par un médecin comme une orgie et débauche lascive dans une très officielle lettre à un journal de médecine.
Dans son livre How Sex Changed : A History of Transsexuality in the United States, Joanne Meyerowitz indique que durant les années 1950, les communautés pratiquant le cross dressing pour jouer un personnage de femme pouvait servir de laboratoire expérimental pour des femmes transgenres potentielles afin de tester leur passing (conformité de la manière dont est perçu leur genre socialement avec celui auxquelles elles s'identifient) sans se mettre en danger. En général ces femmes pouvaient travailler comme "female impersonator".
La pratique du drag ajoute une dimension politique à la pratique du travestissement. Ce dernier se contente d'imiter et de cacher une réalité sous un déguisement, alors que la pratique du drag inclut une dimension critique de la norme du genre. Le ou la drag n'imite pas la féminité ou la masculinité, il ou elle en fait un espace de performance artistique critique, qui inclut une dimension véritablement théâtrale.

### Polémique entre drag et trans autour de la performance
Des tensions ont parfois été observées entre la communauté des personnes transgenres et la communauté drag. En effet, la démarche entre une personne pratiquant le travestissement de manière occasionnelle ou professionnelle, et une personne souhaitant transitionner n'est pas toujours la même, même si la différenciation peut s'avérer ambiguë et fluctuante. RuPaul, personnalité phare des drag shows et instigatrice d'un show télévisé intitulé RuPaul's drag race, est accusé en 2014 d'avoir usé d'un langage inutilement stigmatisant envers les personnes trans, par exemple l'utilisation de termes comme "tranny" pour les désigner, ou des termes "female or shemale" dans un sondage destiné à faire deviner au public qui des deux personnes était une vraie femme. Le conflit sur les réseaux sociaux prend une grande ampleur lorsque Alaska Thunderfuck publie sur sa chaîne Youtube un film parodique dans lequel elle tire sur une femme trans censée avoir critiqué RuPaul pour ses abus de langage.
À la suite de cette publication, Zinnia Jones prend position dans un essai intitulé The worst assimilation of all : How modern-day drag hurts trans women and achieves little or nothing of value (La pire assimilation possible : comment des drags actuels blessent des femmes trans tout en ne produisant rien de valable), et explique la position considérée transphobe de certaines sommités drag. Elle y exprime l'opinion que la performance drag n'est pas confrontationnelle, et partant n'a pas de valeur militante intrinsèque pour le mouvement des personnes trans. Roger Baker déclare aussi dans Drag : A History of Female Impersonation in the Performing Arts que le drag est une arme puissante, mais qu'elle est rarement utilisée à bon escient.

## Différents types de drag show

### Drag brunch
Un drag brunch est un type de spectacle, dans lequel les drag kings et les drag-queens performent  pour un public, pendant que ce dernier se sustente de nourritures et de boissons typiquement servies durant un brunch,.
Bien que les brunchs drags aient généralement lieu dans des bars ou des discothèques LGBTQI, les restaurants sont également devenus des lieux appréciés pour organiser des drags brunchs. Les drags  brunchs sont particulièrement populaires dans les centres urbains avec une large population gay, telles que des villes et des régions comme New York, Miami, Atlanta, Las Vegas, le Québec et la Nouvelle-Orléans. L'historien du mouvement drag de l'Université de New York Joe E. Jeffreys, estime que  la montée en popularité des brunchs drags est due à des lieux LGBTQI, tels que Lucky Cheng, Lips NYC et Club 82, nés entre les années 1950 et 1990. Dans un article intitulé L'Importance des drags brunchs à New York, Jeffreys affirme que ces sites ont la possibilité d'exposer des personnes qui ne l'auraient jamais été auparavant à la pratique du drag.
“Les personnes sont en mesure de s'asseoir durant un drag brunch en dégustant une frittata aux épinards et buvant un Bloody Mary tout en apprenant par l'observation. Elles commencent à comprendre que les questions de genre et de drag ne sont pas des choses si terrifiantes" dit Jeffreys. “C'est fun et festif comme un brunch peut l'être.”
Dans un article intitulé Dragging herself to brunch, Shawn Bodey, également connue par son personnage drag, Robin Banks, décrit les brunchs drags. Selon Bodey, la danse, le chant et les blagues sur la binarité de genre, sont quelques-unes des choses que l'on pourrait s'attendre à voir lors d'un drag brunch.

### Gospel Drag Brunch
Dans certaines villes aux États-Unis, des brunchs drags et gospel deviennent également de plus en plus populaires. Lips, un lieu drag basé à New York avec des filiales dans tout le pays, débute les brunch gospel et drag à Fort Lauderdale, en Floride en 2007,. D'autres lieux, comme San Antonio au Texas expérimentent aussi une augmentation des brunchs drag et gospel. En sus de la nourriture habituelle servie et des performances lors d'un brunch drag, les brunches gospel drag mettent en scène des personnes en robe de chœur performant des chansons de gospel classiques. Dans un article intitulé Lips Gospel Brunch : Drag for Jesus, la performeuse Nicolette décrit l'évènement d'un gospel drag brunch.

### Catch queer
En Suisse Romande la Fête du Slip organise des matchs de Catch Queer.

## Concours français avec des drags

### Drag Race France
Drag Race France est une émission de téléréalité française basée sur la série télévisée américaine RuPaul's Drag Race. L'émission, présentée par Nicky Doll, est un concours de drag queens au cours de laquelle est sélectionnée la « prochaine grande reine du drag français ».

### Drag Contest
Drag Contest est un concours virtuel, proposé sur Instagram depuis le mois de mai 2020. Les candidats doivent proposer des looks chaque semaine, sur un thème imposé. La finale de la saison 3 s'est déroulé au Petit Bain le 19 décembre 2021.
Fin 2022, le compte Instagram de Drag Contest a officialisé une nouvelle saison composée d'épisodes vidéos. Le concept devrait donc changer. Le 2 mars, une vidéo a été postée qui indique la prochaine saison commencera le 3 mai 2023.

### Drag Me Up
Drag Me Up est une compétition de Drag présentée par Cookie Kunty qui a lieu tous les dimanches à Paris.

## Scène drag francophone
Dans un article de Vanity Fair, le concierge masqué répertorie les lieux de la culture drag et des drags shows à Paris. Il existe notamment la Jeudi Barré avec Cookie Kunty, la Lipstrip avec Le Filip ou bien la Drag Me avec Sativa Blaze.
À Montréal, les groupes Rainbow drag et Folies urbaines se produisent dans des shows drags,.
À Genève, un collectif nommé Hous of GeneVegas, fondé en 2014 se produit sur scène au D! club à Lausanne, à la Fonderie Kugler, l'Écurie des Cropettes et l'Usine à Genève. Le collectif Queerfish organise également des soirées non binaires, un groupe de hip hop cubain queer féministe, Krudas Cubensi se produit également dans les soirées.

## Personnalités, lieux et groupes liées au drag show
- Bambi, danseuse et meneuse de revue
- RuPaul, drag queen
- RuPaul's Drag Race, émission télévisée aux États-Unis
- RuPaul's Drag Race: All Stars
- Ssion, groupe de musique et performance
- Carrousel de Paris, cabaret
- Madame Arthur, cabaret
- Coccinelle artiste transgenre
- Galia Salimo, danseuse marseillaise transgenre[21]